# نوک‌مومی سینه‌فندقی
نوک‌مومی سینه‌فندقی (نام علمی: Estrilda paludicola) نام یک گونه از سرده نوک‌مومی است.